# بنوار (لباس)
البَنْوار هو لباس خارجي طويل للنساء غالباً ما يكون شفافاً ومصنوعاً من الشيفون أو أي قماش شفاف آخر. جاءت كلمة بنوار من الكلمة الفرنسية (peigner) والتي تعني (يمشط الشعر)، حيث أن هذا اللباس كان يرتدى أثناء تمشيط شعر الأنثى.

## معرض صور

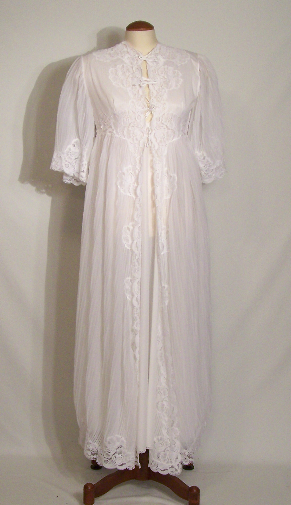
طقم بنوار من ثلاث قطع، مصنوع من النايلون والشيفون، من الستينيات.